# Doiwāla
Doiwāla är en ort i Indien.   Den ligger i distriktet Dehradun och delstaten Uttarakhand, i den norra delen av landet, 190 km nordost om huvudstaden New Delhi. Doiwāla ligger 484 meter över havet och antalet invånare är 8 247.
Terrängen runt Doiwāla är platt åt sydost, men åt nordväst är den kuperad. Runt Doiwāla är det tätbefolkat, med 947 invånare per kvadratkilometer. Närmaste större samhälle är Dehradun, 18,2 km nordväst om Doiwāla. Omgivningarna runt Doiwāla är en mosaik av jordbruksmark och naturlig växtlighet.